# Bojanów (województwo podkarpackie)
Bojanów – wieś w Polsce, położona w województwie podkarpackim, w powiecie stalowowolskim, w gminie Bojanów.
| SIMC    | Nazwa      | Rodzaj                 |
| ------- | ---------- | ---------------------- |
| 0788821 | Pietropole | przysiółek wsi Bojanów |
| 1043282 | Barda      | część wsi              |
| 1043299 | Biedaczów  | część wsi              |
| 0788784 | Chudziki   | część wsi              |
| 0788790 | Dąbrówka   | część wsi              |
| 0788809 | Gojanów    | część wsi              |
| 0788815 | Za Rzeką   | część wsi              |

W latach 1954–1972 wieś należała i była siedzibą władz gromady Bojanów. W latach 1975–1998 miejscowość administracyjnie należała do województwa tarnobrzeskiego.
Miejscowość jest siedzibą gminy Bojanów. Dzieli się na dwa sołectwa: Bojanów i Bojanów za Rzeką.
Przez wieś przepływa rzeka Łęg. W Bojanowie znajduje się zabytkowy cmentarz wojenny.